# Christian Fabrice Okoua
Christian Fabrice Okoua (né le 18 novembre 1991) est un footballeur international olympique de Côte d'Ivoire. Il faisait partie de l'équipe nationale aux Jeux olympiques de 2008.

## Clubs
- Africa Sports